# Atlante Geografico del Regno di Napoli

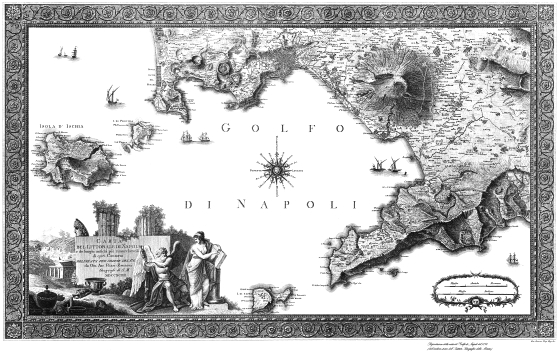
Carta dedicata alla città di Napoli e suo circondario

L’Atlante Geografico del Regno di Napoli (titolo completo: Giovanni Antonio Rizzi Zannoni (autore), Giuseppe Guerra (incisore) Atlante Geografico del Regno di Napoli compito e rettificato sotto i felici auspicj di Giuseppe Napoleone I re di Napoli e di Sicilia, Napoli 1808. 

## Descrizione
L'atlante, in 31 fogli e in scala 1:114.545 (Valerio 1993, p.126), fu completato nel 1812. Il titolo venne modificato nel 1815, al rientro dei Borbone sul trono di Napoli: sostituendo la frase compito e rettificato . . . con delineato per ordine di Ferdinando IV Re delle Due Sicilie. L'opera, in effetti, era stata commissionata nel 1781 da Ferdinando IV di Napoli al geografo padovano Giovanni Antonio Rizzi Zannoni.
Lo scopo del sovrano napoletano era quello di compilare con “nuovi criteri” una rappresentazione cartografica del Regno, che risultasse più esatta della “Carta geografica della Sicilia Prima” pubblicata a Parigi dallo stesso Rizzi Zannoni nel 1769 (Valerio 1993, pp. 73-98).
L'importanza di questo Atlante consiste nell'essere stato il primo tentativo di realizzare per le regioni meridionali una cartografia a grande scala, misurata geodeticamente e rilevata sul terreno, non più basata soltanto su elaborazione di mappe precedenti.
L'Atlante geografico del Regno di Napoli, che è una delle più importanti realizzazioni cartografiche nel Settecento italiano, si inquadra in un movimento ideologico e culturale più ampio, facente capo all'abate Ferdinando Galiani, secondo cui la “politica di utilizzazione delle risorse” dovesse essere poggiata su una “capillare conoscenza del territorio”. 